# Kait-Bay

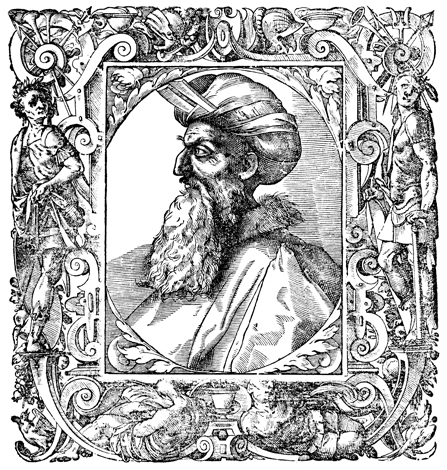
Darstellung Kait-Bais bei Paolo Giovio

Al-Malik al-Aschraf Saif ad-Din Abu l-Nasr Kait-Bay (oder Qayit-Bey) az-Zahiri (arabisch الملك الأشرف سيف الدين أبو النصر قايت باي الظاهري, DMG al-Malik al-Ašraf Saif ad-Dīn Abū n-Naṣr Qāʾit/Qāyit-Bey aẓ-Ẓāhirī; * 1416; † 1496) aus der Reihe der Burdschi-Mamluken war 1468–1496 Sultan von Ägypten und Syrien.
Kait-Bay war zwischen 1416 und 1418 in der tscherkessischen Region des Kaukasus geboren, von Sultan Barsbay gekauft und von Dschaqmaq freigelassen worden. Unter Inal und Chuschqadam stieg er als Emir in höchste Positionen auf, bevor er 1468 schließlich die Herrschaft von Timurbugha übernahm.
Während seiner Amtszeit als Sultan gelang es ihm, seine persönliche Herrschaft gegen die Emire durchzusetzen. In politischer und wirtschaftlicher Hinsicht war er allerdings weniger erfolgreich, und trotz hoher Rüstungsausgaben konnte der Niedergang des Reiches nicht abgewendet werden. Vielmehr verarmte die Bevölkerung weiter und war verstärkt der Willkür der Mamlukenkaste ausgesetzt. Daneben wurde Syrien zunehmend von Beduinen und Turkmenen geplündert. Der Bevölkerungsrückgang dauerte wegen fortwährender Epidemien und Hungersnöte weiter an. Die dadurch verursachten Wirtschaftsprobleme und Einnahmeverluste der Mamluken aus ihren Militärlehen führten zu einer Zunahme der innermamlukischen Machtkämpfe. Durch eine Pestepidemie kam 1492 auch noch ein Drittel aller Mamluken ums Leben und schwächten diese herrschende Kaste erheblich.
Kait-Bey führte mit den Arkebusen die ersten Feuerwaffen bei den Mamluken ein. Diese Aufrüstung zahlte sich insofern aus, als es 1481 zum Konflikt mit dem osmanischen Sultan Bayezid II. kam, als dessen Bruder, Prinz Cem, Asyl bei den Mamluken fand. Zwischen 1488 und 1491 kam es deshalb zum Krieg in Kilikien, bei dem die Mamluken die Angriffe der Osmanen aber erfolgreich abwehren konnten.

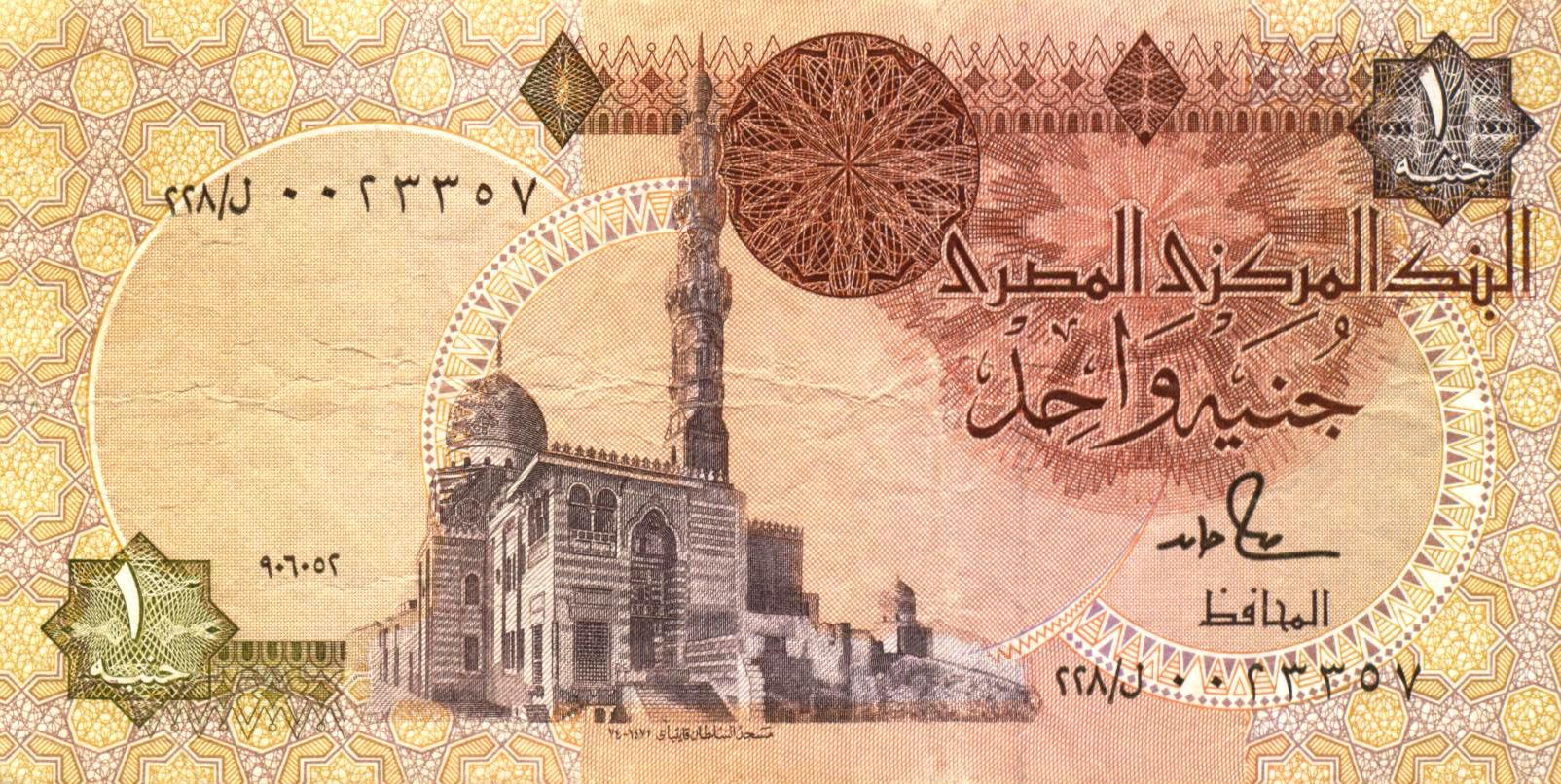
Abbildung der Grabmoschee Qait-Beys auf der ägyptischen 1-Pfund-Note

Unter Kait-Bey kam es auch zu einer umfangreichen Bautätigkeit. So ließ er für sich in Kairos nördlicher „Totenstadt“ unter anderem einen prachtvollen Grabkomplex errichten und die Moschee des an-Nasir Muhammad (auf der Zitadelle) restaurieren. Er ließ auch die Reste des antiken Pharos von Alexandria bergen und verwendete sie als Baumaterial für die Kait-Bay-Festung im Hafen. Daneben wurden viele Stiftungsbauten errichtet, die von den Mamluken zu Versorgung ihrer Angehörigen gegründet worden waren. Neben der Förderung von Kultur und Dichtung, trat Kait-Bey selbst als Verfasser türkischer Literatur hervor.
Nachfolger von Kait-Bey wurde dessen Sohn an-Nasir Muhammad IV. (1496–1498), der aber bald von drei weiteren Sultanen abgelöst wurde, bevor al-Aschraf Qansuh al-Ghuri (1501–1516) die Macht übernahm.